# Vassyl Djarty
Vassyl  Heorhiïovitch Djarty (en ukrainien : Джарти Василь Георгійович) est un homme politique ukrainien.

## Biographie
Il est né le 3 juin 1958 à Rozdolné et mort le 17 août 2011, d'un cancer à Yalta.

### Carrière politique
Il fut un élu de la IVe Rada ukrainienne, puis de la Ve Rada ukrainienne et enfin de la VIe Rada ukrainienne.
Maire de Makiïvka de janvier 2000 à novembre 2002.
Ministre de la Protection de l'environnement du 4 août 2006 au 18 décembre 2007 du Gouvernement Ianoukovytch II.
Président du Conseil des ministres de Crimée du 17 mars 2010 au 17 août 2011.